# Csüngőlepke
A csüngőlepke (Zygaena) a rovarok (Insecta) osztályának lepkék (Lepidoptera) rendjébe, ezen belül a csüngőlepkefélék (Zygaenidae) családjába tartozó nem.

## Megjelenésük
Színezete feltűnő: a fekete, a kék, a vörös és a zöld is figyelmeztető szín — a nem fajai erősen mérgezők. Első pár szárnyának alapszíne fekete. Érintésre kellemetlen ízű, sárga nedvet bocsátanak ki. Maguk számos méreggel szemben ellenállók. Valamennyi faj csápjai hosszúak, bunkós véggel.

## Fajaik
- Zygaena afghana
- Zygaena algira
- Zygaena alluaudi
- vérpettyes csüngőlepke (Zygaena angelicae Ochsenheimer, 1808) — Magyarországon közönséges (Buschmann, 2004; Pastorális, 2011);
- Zygaena anthyllidis Boisduval, 1828
- Zygaena aurata Blachier, 1905
- Zygaena beatrix
- magyar csüngőlepke (Zygaena brizae Esper, 1800) — Magyarországon többfelé előfordul (Fazekas, 2001; Buschmann, 2004; Pastorális, 2011; Pastorális & Szeőke, 2011)
- Zygaena cambysea
- fehérgyűrűs csüngőlepke (Zygaena carniolica Scopoli, 1763) — Magyarországon közönséges (Fazekas, 2001; Buschmann, 2004; Pastorális, 2011; Pastorális & Szeőke, 2011);
- Zygaena centaureae Fischer v. Waldheim, 1832
- Zygaena chirazica Reiss, 1938
- Zygaena christa Reiss & Schulte, 1967
- Zygaena cocandica
- Zygaena contaminei Boisduval, 1834
- Zygaena corsica Boisduval, 1828
- Zygaena cuvieri Boisduval, [1828]
- pusztai csüngőlepke (Zygaena cynarae Esper, 1789) — Magyarországon kipusztuláshoz közel
- Zygaena dorycnii Ochsenheimer, 1808
- Zygaena ecki
- változékony csüngőlepke (Zygaena ephialtes L., 1767) — Magyarországon közönséges (Fazekas, 2001; Buschmann, 2004; Mészáros, 2005; Pastorális, 2011; Pastorális & Szeőke, 2011);
- Zygaena erythrus (Hübner, 1806)
- Zygaena escalerai
- Zygaena excelsa
- Zygaena exulans (Hohenwarth, 1792)
- nyugati csüngőlepke (koronafürt-csüngőlepke, Zygaena fausta L., 1767) — Magyarországon kipusztuláshoz közel
- Zygaena favonia
- Zygaena felix
- acélszínű csüngőlepke (Zygaena filipendulae L., 1767) — Magyarországon közönséges (Fazekas, 2001; Buschmann, 2004; Pastorális, 2011; Pastorális & Szeőke, 2011);
- Zygaena formosa
- Zygaena fraxini Ménétriés, 1832
- Zygaena graslini Lederer, 1855
- Zygaena haberhaueri
- Zygaena haematina
- Zygaena hilaris Ochsenheimer, 1808
- Zygaena hindukushi Koch, 1937
- Zygaena ignifera Korb, 1897
- Zygaena johannae Le Cerf, 1923
- vörös csüngőlepke (Zygaena laeta Hb., 1790) — Magyarországon kipusztuláshoz közel
- Zygaena lavandulae (Esper, 1783)
- lonc-csüngőlepke (Zygaena lonicerae Scheven, 1777) — Magyarországon közönséges (Fazekas, 2001; Buschmann, 2004; Pastorális, 2011; Pastorális & Szeőke, 2011);
- közönséges csüngőlepke (Zygaena loti, Z. achilleae Denis & Schiffermüller, 1775) — Magyarországon közönséges (Fazekas, 2001; Buschmann, 2004; Pastorális, 2011; Pastorális & Szeőke, 2011);
- Zygaena loyselis
- Zygaena lydia Staudinger, 1887
- Zygaena magiana
- Zygaena manlia
- Zygaena marcuna
- Zygaena maroccana Rothschild, 1917
- levantei csüngőlepke (Zygaena minos, Z. diaphana Denis & Schiffermüller, 1775) — Magyarországon szórványos (Fazekas, 2001; Buschmann, 2004; Pastorális, 2011; Pastorális & Szeőke, 2011);
- Zygaena nevadensis Rambur, 1858
- Zygaena niphona
- Zygaena occitanica (Villers, 1789)
- Zygaena olivieri
- Zygaena orana Duponchel, 1835
- ördögszem-csüngőlepke (Zygaena osterodensis, Z. scabiosae G. Reiss, 1921) — Magyarországon többfelé előfordul (Fazekas, 2001; Buschmann, 2004; Pastorális, 2011; Pastorális & Szeőke, 2011)
- Zygaena oxytropis Boisduval, 1828
- Zygaena persephone
- pettyes csüngőlepke (Zygaena punctum, Z. contaminei Ochsenheimer, 1808) — Magyarországon többfelé előfordul (Buschmann, 2004; Pastorális, 2011; Pastorális & Szeőke, 2011)
- bíborszínű csüngőlepke (Zygaena purpuralis Brünnich, 1763) — Magyarországon közönséges (Fazekas, 2001; Buschmann, 2004; Pastorális, 2011; Pastorális & Szeőke, 2011);
- Zygaena rhadamanthus (Esper, 1789)
- Zygaena romeo Duponchel, 1835
- Zygaena rosinae
- Zygaena rubicundus (Hübner, 1817)
- Zygaena rubricollis
- Zygaena sarpedon (Hübner, 1790)
- Zygaena sedi Fabricius, 1787
- Zygaena seitzi Reiss, 1938
- Zygaena separata
- Zygaena sogdiana Erschoff, 1874
- Zygaena speciosa Reiss, 1937
- Zygaena storaiae
- Zygaena tamara
- Zygaena theryi
- Zygaena transalpina (Esper, 1780)
- Zygaena transpamirica
- Zygaena tremewani Hofmann & G. Reiss, 1983
- ritka csüngőlepke (Zygaena trifolii) — Magyarországon előfordulása kétséges (Fazekas, 2001);
- Zygaena truchmena
- somkóró-csüngőlepke (Zygaena viciae, Z. meliloti Denis & Schiffermüller, 1775) — Magyarországon közönséges (Fazekas, 2001; Buschmann, 2004; Pastorális, 2011; Pastorális & Szeőke, 2011);
- Zygaena wyatti Reiss & Schulte, 1961
- Zygaena youngi Rothschild, 1926
- Zygaena zuleima